# Свети Никола (Лежа)
Вижте пояснителната страница за други значения на Свети Никола.
„Свети Никола“ (на албански: Xhamia e Selimies) е църква, впоследствие превърната в джамия (днес в руини), в град Лежа, Северна Албания. В нея са били погребани тленните останки на националния герой на Албания Скендербег и днес е превърната в негов мемориал.
Първоначално това е молитвен храм в границите на античен илирийски град, по-късно реконструиран от римляните около 1 век от н.е. Доказателство за това е надписът изсечен върху камъка „Гавиариус“ (Gaviarivs), открит пред входа на църквата при археологически разкопки проведени през 1975-1980 г. от Франо Пренди и Кочо Жеку. През 1468 г. на мястото на старото здание е издигната църква, наречена на името на Николай Чудотворец. Все още може да се види фреската, на която е изобразен светията, при все, че тя е силно повредена. През 1468 г. тук е погребан Скендербег.
След османското завоевание на Лежа през 1478 г. турците оскерняват гроба на Скендербег и от костите му правят амулети, засвидетелствайки по такъв начин почит към героя, проявил легендарно мъжество и храброст в битките срещу Османската империя и вярвайки, че носенето на тези амулети ще им донесе част от неговата смелост. По времето на султан Селим I църквата е превърната в джамия и е кръстена на негово име.
През 1979 г. силно земетресение поврежда сградата като пада минарето на джамията. След извършена реставрация ислямските допълнения са отстранени, за да се възстанови доколкото е възможно първоначалния вид на храма от времето на Скендербег. Над руините е издигнат покрив. Църквата Св. Никола е обявена за национален паметник на културата на Албания.